# 第一次莫斯科审判
托洛茨基-季诺维也夫反苏联合中心审判（俄语：процесс «Антисоветского объединенного троцкистско-зиновьевского центра»），又称第一次莫斯科审判（Первый московский процесс）、十六人审判（процесс шестнадцати）是莫斯科审判中的第一案，是对一群苏共中反对斯大林的前领导人的作秀公审。
该案由苏联最高法院军事审判庭于1936年8月19日至24日在莫斯科工会大厦审理，主要被告是格里戈里·季诺维也夫与列夫·加米涅夫。1988年，苏联最高法院宣布判决无效，为十六名被告平反。

## 背景
1934年12月，列宁格勒州委书记谢尔盖·基洛夫被暗杀。格里戈里·季诺维也夫和列夫·加米涅夫被指控为“道德同谋”，遭到逮捕。1935年12月起，原始文件显示格里戈里·季诺维也夫开始被广泛牵扯到所谓“托洛茨基-季诺维也夫反苏中心”之中。斯大林命令尼古拉·叶若夫对案件进行审判，以确定托洛茨基是否牵涉其中。1936年6月，亨里希·雅戈达反复向斯大林声明自己相信托洛茨基与季诺维也夫之间没有任何关联，但斯大林斥责了他。
1936年7月，季诺维也夫和加米涅夫被从一个未指明的监狱带到了莫斯科。他们在审问中拒绝承认与托洛茨基有任何共谋。对于饱受哮喘病折磨的季诺维也夫，斯大林派医生给他开药打针，令他病情恶化，并派人监视牢房以防止其自杀。对于加米涅夫，则用其子的生命相威胁，若加米涅夫不承认自己罪行，就将他的儿子处决。最终他们都同意承认自己罪行。

## 审判
1936年8月19日，在莫斯科的工人文化宫举行对参与所谓“托-季反苏联合中心”16人的公开审判，被告分为两组。
第一组包括曾于二十年代参与“联合反对派”的十一名布尔什维克：
- 格里戈里·叶夫谢耶维奇·季诺维也夫
- 列夫·鲍里索维奇·加米涅夫
- 格里戈里·叶列梅耶维奇·叶夫多基莫夫
- 伊万·彼得洛维奇·巴卡耶夫（俄语：Бакаев, Иван Петрович）
- 谢尔盖·维塔利耶维奇·姆拉奇科夫斯基（俄语：Мрачковский, Сергей Витальевич）
- 瓦加尔沙克·阿鲁秋诺维奇·特尔-瓦加尼扬（英语：Vagarshak Ter-Vaganyan）
- 伊万·尼基奇·斯米尔诺夫
- 叶菲姆·阿列克谢耶维奇·德列采尔（俄语：Дрейцер, Ефим Александрович）
- 伊萨克·伊萨耶维奇·赖因霍尔德（俄语：Рейнгольд, Исаак Исаевич）
- 理查德·维托尔多维奇·皮克尔（俄语：Пикель, Ричард Витольдович）
- 爱德华·所罗门诺维奇·戈尔茨曼（俄语：Гольцман, Эдуард Соломонович）

他们的罪状是：
- 根据列夫·托洛茨基的指示组织托洛茨基-季诺维也夫联合恐怖中心，谋杀党和国家领导人
- 通过列宁格勒地下恐怖组织于1934年12月1日谋杀了谢尔盖·基洛夫
- 建立恐怖组织，策划谋杀约瑟夫·斯大林、克利缅特·伏罗希洛夫、安德烈·日丹诺夫、拉扎尔·卡冈诺维奇、谢尔戈·奥尔忠尼启则、斯坦尼斯拉夫·科西奥尔、帕维尔·波斯特舍夫。

第二组包括五名德国共产党员、托洛茨基的同情者：
- 伊利亚-达维德·伊兹赖洛维奇·克鲁格良斯基（俄语：Круглянский, Илья-Давид Израилевич）
- 瓦连京·帕夫洛维奇·奥尔贝尔格（俄语：Ольберг, Валентин Павлович）
- 科农·鲍里索维奇·贝尔曼-尤林（Конон Борисович Берман-Юрин）
- 莫伊谢伊·伊里奇·卢里叶（俄语：Лурье, Моисей Ильич）（亚历山大·埃梅尔）
- 纳坦·拉扎列维奇·卢里叶[4]（Натан Лазаревич Лурье）

他们被指控参加托洛茨基-季诺维也夫地下恐怖组织，并积极准备暗杀党和国家领导人。
旁听人员包括150名“市民”和30余名外国记者。然而事实上，这些所谓的“市民”是内务人民委员部的人员伪装成的，对审判进行监视。被告被分为两组，第一组是季诺维也夫、加米涅夫等11名布尔什维克高级干部，他们主动承认了所有罪行，声称自己罪孽深重，要求判处自己死刑。此反常行为令外国记者十分震惊。
最终法庭在8月24日将所有十六名被告人都判处死刑。除一人以外所有人都提出要保全性命，但约瑟夫·温施利希特下令拒绝。次日凌晨二时，十六人皆被秘密枪决。

## 质疑
被告人之一的爱德华·戈尔茨曼曾供述，自己曾于1932年11月去柏林出差时途经丹麦的哥本哈根，在那里的“布利斯托里”饭店与列夫·谢多夫（托洛茨基的儿子）会面，之后又从该饭店出发去托洛茨基的住宅。然而在不久后的9月1日，丹麦报纸《社会民主》刊文称，该饭店早在1917年就因大楼拆除而关闭了。此消息刊登引起全球的哗然，全球各大新闻社纷纷转载并向苏联政府询问，但苏联政府始终保持沉默。
美国哲学家约翰·琼组织了一个在莫斯科审判中加给托洛茨基的罪名的调查，发现1932年11月23日至12月2日期间，托洛茨基人在哥本哈根，但他的儿子列夫·谢多夫实际上在柏林最高技术学校考试，有校方的成绩册和带有亲笔签名的考勤薄为证。此外，在这一段时间里，谢多夫向托洛茨基写信证实自己未能获得去丹麦的签证，因此无法前往丹麦。